# Сульфит полония(II)
Сульфит полония(II) — неорганическое соединение, соль металла полония и сернистой кислоты с формулой PoSO3. При нормальных условиях представляет собой светло-красное кристаллическое вещество, неустойчивое на воздухе.

## Получение
Соединение можно получить взаимодействием металлического полония и олеума:
{\displaystyle {\mathsf {Po+H_{2}SO_{4}\ {\xrightarrow {\ }}\ PoSO_{3}+H_{2}O}}}

## Свойства
Сульфит полония(II) образует светло-красные кристаллы. Соединение неустойчиво на воздухе и постепенно превращается в сульфат полония Po(SO4)2. Как и все другие соединения полония, очень ядовито и радиоактивно.